# Museo Nacional de las Termas
Es un museo de Roma,(Italia), dependiente al Museo Nacional Romano situado sobre el solar que ocuparon las Termas de Diocleciano y que muestra una riquísima selección de importantes restos arqueológicos romanos. Es un museo de gestión estatal.
El museo incluye altares, escultura funeraria, inscripciones, hallazgos de algunas excavaciones urbanas, y la  sección de prehistoria y la de epigrafía del Museo Nacional. También incluye esculturas encontradas en las termas de Roma.
El museo se distribuye entre el Claustro de Miguel ángel, que incluye un jardín; el Aula Octogonal, el de San Isidoro, y la sala principal de las Termas.
- Datos: Q3330142
- Multimedia: Museo delle Terme di Diocleziano / Q3330142